# Eurhinocricus valvatus
Eurhinocricus valvatus är en mångfotingart som beskrevs av Loomis 1975. Eurhinocricus valvatus ingår i släktet Eurhinocricus och familjen Rhinocricidae. Inga underarter finns listade i Catalogue of Life.